# Tetracordo
Il tetracordo è un concetto di teoria musicale dell'antica Grecia. Il nome significa quattro corde e si riferisce alla lira greca.
Tradizionalmente fra la corda più alta e quella più bassa della lira esisteva un intervallo di quarta giusta o un rapporto di 3:4 (tre quarti). Le due corde centrali erano intonate in divisioni diverse per consentire l'esecuzione di melodie in modi diversi. La serie di queste quattro corde definisce il tetracordo.

## Tipologie
La teoria musicale greca definiva tre tipi di tetracordo. Questi erano caratterizzati dalla larghezza dei tre intervalli esistenti fra le corde:
Diatonico
Un tetracordo diatonico ha un intervallo caratteristico che è uguale o inferiore alla metà di un tetracordo intero. Questo caratteristico intervallo è però, nella norma, più piccolo della metà, corrispondendo tipicamente a un tono intero. Pertanto un tetracordo diatonico è costituito da due intervalli di un tono e uno di un semitono.
Cromatico
Un tetracordo cromatico ha un intervallo più grande della metà dell'intero tetracordo, tipicamente un tono e mezzo; gli altri due intervalli sono quindi di un semitono ciascuno.
Enarmonico
Un tetracordo enarmonico ha un intervallo che è più grande di 4/5 di tetracordo che corrisponde ad un intervallo di terza maggiore altrimenti detto ditono e gli altri due intervalli sono dei quarti di tono.
Questi tre generi rappresentano le serie degli intervalli che si possono avere in un tetracordo. Il tetracordo era, per l'antica Grecia, quello che nella musica moderna è l'ottava, la quale sembra appunto essere stata costruita dalla successione di due tetracordi.

## Musiche orientali
Le scale costruite su tetracordi cromatici ed enarmonici continuano ad essere utilizzate in Medio Oriente ed in India, ma in Europa rimangono soltanto in alcuni tipi di musica popolare. La scala costruita sul modello di due tetracordi diatonici disgiunti diviene la scala utilizzata in tutto il mondo occidentale.